# Ceratophyllus arcuegens
Ceratophyllus arcuegens är en loppart som beskrevs av Holland 1952. Ceratophyllus arcuegens ingår i släktet Ceratophyllus och familjen fågelloppor. Inga underarter finns listade i Catalogue of Life.